# Wideopen
Wideopen – wieś w Anglii, w hrabstwie ceremonialnym Tyne and Wear, w dystrykcie metropolitalnym North Tyneside. Leży 9 km na północ od centrum Newcastle i 406 km na północ od Londynu. Równocześnie używana jest nazwa Wide Open. We wsi działa klub piłkarski juniorów Wideopen Junior.

## Transport
Miejscowość ma regularne połączenia autobusowe z Newcastle upon Tyne oraz Blyth. Leży ona też w pobliżu autostrad: A1 i A19. W pobliżu leży jest dostęp do linii kolejowej East Coast Main Line poprzez Newcastle Central Station.